# SG 06 Betzdorf
Die Sportgemeinschaft 1906 e. V. Betzdorf (kurz: SG 06 Betzdorf) ist ein deutscher Fußballverein aus der im Norden von Rheinland-Pfalz gelegenen Stadt Betzdorf an der Sieg. Der Verein spielt seit der Saison 24/25 in der Bezirksliga Ost. Heimspielstätte des Vereins ist das Stadion „Auf dem Bühl“.

## Geschichte
Die heutige SG Betzdorf entstand am 6. September 1906 durch die Gründung einer Fußballabteilung im bereits bestehenden Betzdorfer TV. Im Zuge der Reinlichen Scheidung wurden die Fußballer 1924 unter dem Namen Verein für Jugend- und Volksspiele 1906, später Betzdorfer FC 06 eigenständig. Nachdem sich 1934 der Reichssportverein Betzdorf angeschlossen hatte, wurde der Verein 1936 wieder mit dem Betzdorfer TV zur Reichsbahn-SG Betzdorf zusammengelegt. Nach der Liquidierung des Vereins 1945 wurde 1947 die SG 1906 Betzdorf neu gegründet. Von 1962 bis 1979 bildete die SG gemeinsam mit dem Eisenbahn-SV Betzdorf die ESG 06 Betzdorf.

## Sportliche Entwicklung
Eine erste erfolgreiche Ära hatten die Betzdorfer zu Zeiten der Reichsbahn-SG, die 1938, 1941 und 1944 drei Mal an der Aufstiegsrunde zur Gauliga Mittelrhein bzw. Gauliga Moselland teilnahm. Nach dem Krieg spielte die 1947 neu gegründete SG 06 Betzdorf lange keine große Rolle. Von 1947 bis 1953 sowie von 1956 bis 1959 und in der Saison 1971/72 war sie drittklassig und gehörte der höchsten Amateurliga des Fußballverbandes Rheinland an, von 1947 bis 1952 Landesliga Rheinland und ab 1952 1. Amateurliga Rheinland.
Zwischen 1994 und 2007 spielte die SGB mit Unterbrechungen in der Oberliga Südwest. Nach dem Abstieg 2006/07 wurde in der Rheinlandligasaison 2007/08 der sofortige Wiederaufstieg geschafft. Bis zum Abstieg 2015 spielte die SG 06 Betzdorf ununterbrochen in der Oberliga, wo in der Saison 2010/11 sogar ein 3. Platz heraussprang. Auf den Abstieg aus der Rheinlandliga in die Bezirksliga Ost in der Saison 2017/18 folgte in der Saison 2018/19 der nächste Abstieg in die Kreisliga A. 
Infolge des sportlichen Niedergangs setzte sich der Verein auf nahezu allen Positionen neu zusammen. In der Saison 2023/24 erfolgte der Doppelaufstieg der ersten Mannschaft in die Bezirksliga Ost und der zweiten Mannschaft in die B-Klasse. 

## Bekannte ehemalige Spieler
- Thorsten Judt, Bundesliga-, Zweitliga- und Drittligaspieler bei Fortuna Düsseldorf, Rot-Weiß Oberhausen, Kickers Offenbach und Rot-Weiß Erfurt; 2010 Karriereende; Jugendspieler der SG06 bis zur A-Jugend.[2]
- Thomas Kraft, ehemaliger Bundesliga-Torhüter bei FC Bayern München und Hertha BSC; 2020 Karriereende; spielte in der Jugend von 2002 bis 2004 bei der SG06.
- Sascha Mockenhaupt, seit 2017 Abwehrspieler beim SV Wehen Wiesbaden, mit dem er 2019 in die Zweite Bundesliga aufstieg; spielte in der Jugend/Senioren bis 2012 bei der SG06.